# Anne May

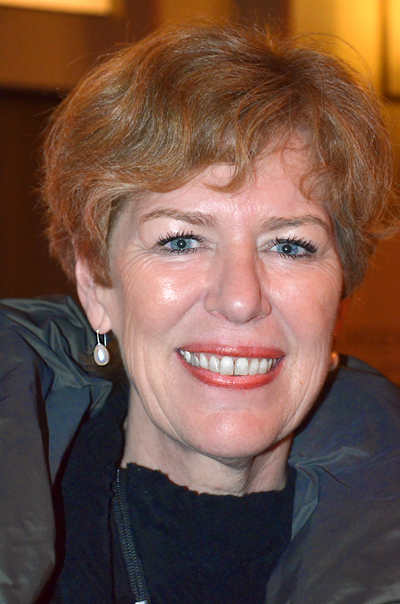
Anne May, hier Anfang 2016 beim Neujahrsempfang der Landeshauptstadt Hannover im Neuen Rathaus der Stadt

Anne May (* 11. November 1961 in Damme) ist eine deutsche Literaturwissenschaftlerin und Bibliothekarin. Sie ist Direktorin der Gottfried Wilhelm Leibniz Bibliothek – Niedersächsische Landesbibliothek (GWLB) in Hannover.

## Leben
May wuchs im niedersächsischen Damme auf, studierte in Osnabrück an der dortigen Universität Literatur- und Erziehungswissenschaften und arbeitete anschließend ein Jahr in einer kleinen Buchhandlung in Damme. Danach wurde sie Bibliothekarin und absolvierte ihr Referendariat zunächst an der Universitätsbibliothek Oldenburg, wo sie den ersten Internetauftritt und einen Onlinekatalog mit aufbaute, und ab 1992/93 dann bei der damaligen Niedersächsischen Landesbibliothek Hannover.
Anschließend war May unter anderem Fachreferentin für Pädagogik, Psychologie, Wirtschaftswissenschaften und Sport an der Universitätsbibliothek Paderborn und ab 1999 Bibliotheksreferentin im Niedersächsischen Ministerium für Wissenschaft und Kultur in Hannover.
Von 2002 bis 2015 arbeitete Anne May als stellvertretende Direktorin der Technischen Informationsbibliothek und Universitätsbibliothek Hannover (TIB/UB), um dann zum 1. Januar 2016 in der Nachfolge von Georg Ruppelt die Leitung der Gottfried Wilhelm Leibniz Bibliothek zu übernehmen.
May ist verheiratet, hat eine Tochter und lebt in einem Dorf bei Seelze.